# 김승우 배우 감독전
"김승우 배우 감독전"(포가튼 러브, 퓨어러브, 언체인드 러브)는 대한민국의 단편 영화이다.

## 캐스팅

### 포가튼 러브
- 이태란 : 태란 역
- 김승우
- 이지하

### 퓨어러브
- 고수희 : 수희 역
- 이건명 : 건명 역
- 이윤신

### 언체인드 러브
- 이승연
- 이해준
- 윤다영
- 신강우
- 최호중
- 조창근